# 萧暎
蕭映（507年—544年），字文明，南蘭陵中都里人（今江蘇常州市武進區西北）。南梁宗室，伯父是梁武帝蕭衍，父親是始興忠武王蕭憺。年十二，為國子生。天監十七年(518年)，詔諸生答策，宗室則否。帝知映聰解，特令問策，又口對，並見奇。謂祭酒袁昂曰：「吾家千里駒也。」

## 生平
起家淮南太守，諸兄未有除命，乃抗表讓焉。映美容儀。普通二年，封廣信縣侯。丁父憂，隆冬席地，哭不絕聲，不嘗穀粒，唯飲冷水，因患癥結。除太子洗馬。詔以憺艱難王業，追增國封。嗣王陳讓，既不獲許，乃乞頒邑諸弟。帝許之，改封新渝縣侯。後居太妃憂泣血，三年服闋，為吳興太守。郡累不稔，中大通三年，野谷生武康，凡二十二處，自此豐穰。映制嘉谷頌以聞，中詔稱美。
後為北徐州刺史，在任弘恕，人吏懷之。常載粟帛游於境內，遇有貧者，即以振焉。勝境名山，多所尋履。及征將還，鍾離人顧思遠挺叉行部伍中。映見甚老，使人問，對曰：「年一百一十二歲。凡七娶，有子十二，死亡略盡。今唯小者，年已六十，又無孫息，家闕養乏，是以行役。」映大異之，召賜之食，食兼於人。檢其頭有肉角長寸，遂命後舟載還都，謁見天子。與之言往事，多異所傳，擢為散騎侍郎，賜以奉宅，朝夕進見，年百二十卒。又普通中北侵，攻穰城，城內有人年二百四十歲，不復能食穀，唯飲曾孫婦乳。簡文帝命勞之，賜以束帛。荊州上津鄉人張元始年一百一十六歲，膂力過人，進食不異，至年九十七方生兒，兒遂無影。將亡，人人告別，乃至山林樹木處處履行，少日而終，時人以為知命。湘東王愛奇重異，遂留其枕。
映後曆任黃門侍郎，衛尉卿等職。公元540年武帝以萧映任廣州刺史，他從寒門中拔擢了時任油庫吏的陳霸先為傳教(傳令吏)，授陈霸先为中直兵参军，不久出任西江督护，高要太守。
梁武帝大同七年(541年)越南北部地區土豪李贲于十二月集合交州数州人士起兵。交州刺史萧咨逃亡廣州。皇帝萧衍下令新州刺史盧子雄、高州刺史孙冏出兵。542年春季，李贲势力占领交州州治所在地龍编，并以其为根据地。李贲势力控制当时位于越南北部，梁朝管辖下的交州和德州地区。
542年間，盧、孫認为南方正是瘴疫肆虐的季節，向驻于廣州的广州刺史萧映和萧咨请求秋凉后才出兵。二萧不允，催促出征。盧、孫二人和军隊到合浦，因瘴熱發作而死者六七成。萧衍收到萧咨报告，以为盧、孫二人串通李贲，敕令在廣州赐死。事件激起了盧子雄旧部下周文育、杜僧明等人的不平，梁大同十年（公元544年），廣州爆發兵乱，萧映被围。陈霸先率三千精兵，一戰解围，受到梁武帝瞩目。
是年冬，萧映在廣州病亡，諡曰寬。陳霸先被任命为為交州司馬，領武平太守。

## 文內注釋
1. ↑  武林侯蕭諮是鄱阳王蕭恢之子。蕭恢是梁武帝萧衍之弟。